# 杨雄埃
杨雄埃，中華人民共和國政治、军事人物，中國共產黨黨員。

## 生平
歷任武警8680部队部队长、武警青海总队司令员